# Ekman (skådespelarsläkt)
För andra släkter med namnet Ekman, se Ekman (släkter)

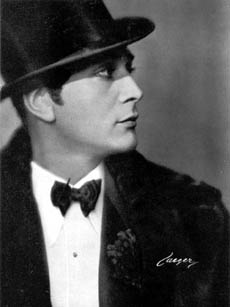
Skådespelaren Gösta Ekman den äldre.

Skådespelarsläkten Ekman stammar från trumpetaren vid Livgardet till häst Johan August Ekman (1835–1874), vars mor var pigan Sophia Christina Fahlgren, och som var far till bokhandelsbiträdet Frans Alfred Ekman (1865–1896). Den sistnämnde var far till Gösta Ekman d.ä., som i sin tur var far till Hasse Ekman, vilken i sin tur i sitt första äktenskap blev far till Gösta (d.y.), Krister, Mikael och Stefan Ekman, och i sitt andra äktenskap, med Eva Henning, till Fam Ekman.

## Släkttavla
Nedanstående släkttavla omfattar endast de medlemmar av skådespelarsläkten Ekman som har egna Wikipedia-artiklar. Uppgifterna har primärt hämtats från tidigare skrivna Wikipedia-artiklar men är i de flesta fall verifierade med referenser.
- Gösta Ekman den äldre (1890–1938), skådespelare, teaterdirektör och regissör
- + Greta Ekman (1887–1978), kostymtecknare, gift med Gösta Ekman den äldre [3]
  - Hasse Ekman (1915–2004), skådespelare, regissör, producent, manus- och textförfattare [3]
  - + Agneta Wrangel (1917–2006), gift med Hasse Ekman 1938–1944, konstnär, friherrinna [4]
    - Gösta Ekman den yngre (1939–2017), skådespelare och regissör [5]
    - + Fatima Svendsen (Gerhard, Ekman) (född 1944), gift med Gösta Ekman d.y. 1963–1971, textilkonstnär
      - Måns Ekman (född 1964), musiker (trummor) [6]

    - + Marie-Louise Ekman (född 1944), gift med Gösta Ekman d.y. 1989–2017, konstnär, filmskapare, teaterchef [7]
    - Krister Ekman (född 1940), konstnär och skådespelare [8]
    - + Monika Ekman (Flodqvist) (1941–2025), fotomodell och skådespelare, gift med Krister Ekman 1963–1995
    - Mikael Ekman (född 1943), regissör [9]
    - + Eva Hellström (född 1938), fotomodell, sminkör och maskör, gift med Mikael Ekman 1962–1971
      - Sanna Ekman (född 1965), skådespelare, dansare, scripta, produktionsassistent [10]

    - + Elisabeth Orrheim (född 1947), sminkör och maskör, gift med Mikael Ekman sedan 1973
      - Maja Ekman (1971–2020), barnskådespelare och manusförfattare
      - Mårten Ekman (född 1973), barnskådespelare och filmmusikkompositör

    - Stefan Ekman (född 1944), skådespelare [11]
    - + Gunnel Fred (född 1955), tidigare gift med Stefan Ekman, skådespelare [12]
      - Hanna Fred Ekman (född 1978)

  - + Eva Henning (1920–2016), gift med Hasse Ekman 1946–1953, skådespelare [13]
    - Fam Ekman (född 1946), norsk konstnär och författare [14]

  - + Tutta Rolf (1907–1994), gift med Hasse Ekman 1953–1972, sångerska, skådespelare, revyartist [15]